# Vientiane (província)
Vientiane (português brasileiro) ou Vienciana (português europeu) é uma província do Laos. Sua capital é a cidade de Muang Phôn-Hông.
Em 1989, a província foi desmembrada com a criação da prefeitura ou municipalidade de Vientiane.
Em junho de 1994, a província cedeu parte de sua área para a formação da região ou zona especial de Saysomboun.

## Distritos
- Kasi
- Vangvieng
- Fuang
- Keo Oudom
- Phonhong
- Thourakhom
- Met
- Hinheup
- Nakhan
- Hom
- Longkhan
- Viengkham